# جمشيد دلشاد
جمشید دلشاد (بالإنجليزية: Jimmy Delshad)‏ المعروف باسم  جیمي دلشاد (ولد عام 1940) هو سياسي إيراني-أمريكي في ولاية كاليفورنيا. تولى رئاسة البلدية بيفرلي هيلز مرتين؛ من 21 مارس 2007 إلى 18 مارس 2008 و16 مارس 2010 إلى 22 مارس 2011 ليكون أول شخص إيراني يتولى منصبًا سياسيًا في بيفرلي هيلز بولاية كاليفورنيا.